# Jörg Bergmeister
Jörg Bergmeister, född den 13 februari 1976 i Leverkusen, är en tysk racerförare.

## Racingkarriär
Bergmeister vann tyska formel König 1993, samt blev tvåa i formel Opel 1995, innan han började tävla i Porsche Carrera Cup i Tyskland, där han blev trea 1999, vann 2000, och avslutade med en tredjeplats 2001, samma år som han vann Porsche Supercup. Han flyttade sedan till USA, där han hade stora framgångar under 2000-talets första decennium. Han vann GT2-klassen i ALMS 2005, 2006 och 2008, samt även Rolex Sports Car Series 2006 i en Daytona Prototype. Han vann även totalt i Daytona 24-timmars 2003, samt GT-klassen i Le Mans 24-timmars 2004.
Han vann 2009 American Le Mans.